# Натуралис
Натуралис (нидерл. Nederlands Centrum voor Biodiversiteit Naturalis) — естественно-научный музей в городе Лейден (Нидерланды).
Был образован 28 января 2010 путём слияния трёх музеев: Зоологического музея Амстердама, Национального гербария Нидерландов и лейденского Музея естественной истории. Первоначально назывался Нидерландским центром биоразнообразия, а летом 2012 года получил современное название.

## История
9 августа 1820 года король Виллем I основал в Лейдене Королевский музей естественной истории. В 1878 году из геологической и минералогической коллекций музея был создан Государственный музей геологии и минералогии, однако уже через столетие, в 1984 году, музеи объединились снова. Впоследствии было возведено новое здание музея, которое 7 апреля 1998 года торжественно открыла королева Беатрикс. Обновлённый музей получил название Национального музея естественной истории «Натуралис». В 2004 году музей получил награду «Музей года».
Зоологический музей Амстердама был основан в 1838 году. Национальный гербарий, который имел отделения в Лейдене, Утрехте и Вагенингене, создан ещё раньше, в 1829 году, королевским приказом короля Виллема I.
28 января 2010 года все три музея объединились в Нидерландский центр биоразнообразия «Натуралис». Коллекции музеев из других городов переехали в Лейден.

## Здание
Самый первый из музеев, Государственный музей естественной истории, был мало досягаем для обычных посетителей, а иногда — совсем закрыт: тогдашний директор музея, Конрад Якоб Темминк, считал, что музей должен в первую очередь служить исследовательским центром для студентов Лейденского университета. К 1913 году в музей можно было попасть только по воскресеньям, а в 1913 году, после переезда музея в новое помещение, экспонаты для осмотра выставлялись только в одной комнате, закрытой в 1950 году.
В 1986 году было решено, что музей должен быть открытым для всех желающих, поэтому возле городского железнодорожного вокзала началось строительство нового здания по проекту лейденского архитектора Фонса Верхейна. По стоимости строительства — около 60 млн евро — новый музей в то время был вторым после Государственного музея Амстердама. Возведение здания завершилось в 1990 году, но сам музей открылся для посетителей только в 1998 году.
Здание музея состоит из двух соединённых частей: шестиэтажного музейной части, где расположены выставочные залы, кинозал, библиотека и кафе, и 62-метровой башни, где хранятся коллекции, а также расположены лаборатории и офисы.
На уровне второго этажа здание музея соединяется 80-метровой крытой галереей с памятником архитектуры XVII века, так называемым чумным домом — госпиталем для больных чумой. В 1954—1984 годах в нём располагался Военный музей, а с открытием обновлённого музея «Натуралис» здесь расположились билетная касса музея, сувенирный и книжный магазины, гардеробная и кафе. Также в отдельном помещении находится небольшая, но богатая экспонатами выставка животного мира Нидерландов.
Однако, из-за расширения «Натуралиса», в 2017 году планируется строительство нового, ещё большего здания. В проекте строительства предполагается выделение Чумного дома из системы музея и разрушение галереи.

## Коллекция
До слияния с Зоологическим музеем и Национальным гербарием в коллекции «Натуралиса» было более 10 млн зоологических и геологических экспонатов:
- 5 250 000 образцов насекомых
- 2 290 000 образцов других беспозвоночных
- 1 000 000 образцов позвоночных
- 1 160 000 образцов окаменелостей
- 440 000 образцов горных пород и минералов
- 2000 образцов драгоценных камней

После слияния трёх музеев все коллекции были собраны в одном месте. По состоянию на 2012 год коллекция «Натуралиса» насчитывает около 37 000 000 экспонатов и входит в пятёрку самых богатых музейных коллекций мира. В частности, в музее «Натуралис» хранятся:
- 18 100 000 насекомых
- 5 800 000 беспозвоночных животных
- 1 900 000 позвоночных животных
- 3 200 000 окаменелостей
- 800 тыс. образцов горных пород и минералов
- 4 600 000 высших растений и тому подобное.

Среди документов, хранящихся в музее «Натуралис»:
- 310 тыс. фотографий, слайдов и негативов
- 91,5 тыс. микроплёнок
- 57 тыс. гравюр и рисунков
- 14 тыс. журналов
- 13 тыс. листовок

В 2010 году «Натуралис» получил грант в размере 13 млн евро на оцифровку своей коллекции. Работа началась уже в следующем году и должна быть завершена в середине 2015 года. Проект состоит из двух частей: во-первых, около семи миллионов экспонатов будут оцифрованы и внесены в специальную базу данных, доступной онлайн любому, во-вторых, будет создана инфраструктура для постоянного процесса оцифровки. После 2015 года оцифровка новых поступлений будет частью ежедневной работы музейных кураторов.

## Экспозиция
В музее действуют несколько постоянных экспозиций:
- «Театр природы» — животные, растения, грибы, одноклеточные организмы, бактерии, горные породы и минералы. Наиболее интересными экспонатами являются японский краб-паук, гигантский осьминог, пойманный в Северном море, лист виктории амазонской диаметром 2,5 метра и гигантский кусок графита.
- «Первоначальный парад» — выставка окаменелостей, которая показывает развитие жизни на Земле. Среди экспонатов — 18-метровый скелет камаразавра, череп питекантропа, скелеты мозазавра, мамонта и стегозавра, окаменелое древнее дерево и многое другое. В 2016 году в музее планируется выставить скелет тираннозавра, найденный в 2013 году экспедицией музея.
- «Земля» — геологическое строение Земли, атмосфера и климат. Среди экспонатов — гигантская модель земного шара (диаметр — 4 метра), фульгуритов, разнообразные интерактивные экраны, показывающие различные аспекты жизни на Земле, в частности, движение континентов.
- «Жизнь» — экология, взаимодействие всего живого на Земле, средства выживания различных животных и растений.
- «Биотехнология» — ДНК, строение человеческого тела и тому подобное.
- «Казна» — коллекция драгоценных камней и шкур вымерших животных.
- «Земля изнутри» — выставка для детей 4—10 лет, где в интерактивной игровой форме отражаются различные природные аспекты.
- «Исследование в действии» — выставка, посвящённая науке в Нидерландах. Главными экспонатами являются скелет платеозавра, добытый экспедицией музея, кости птицы додо и чучело быка Германа — иконы биотехнологий, первого генетически модифицированного крупного животного.

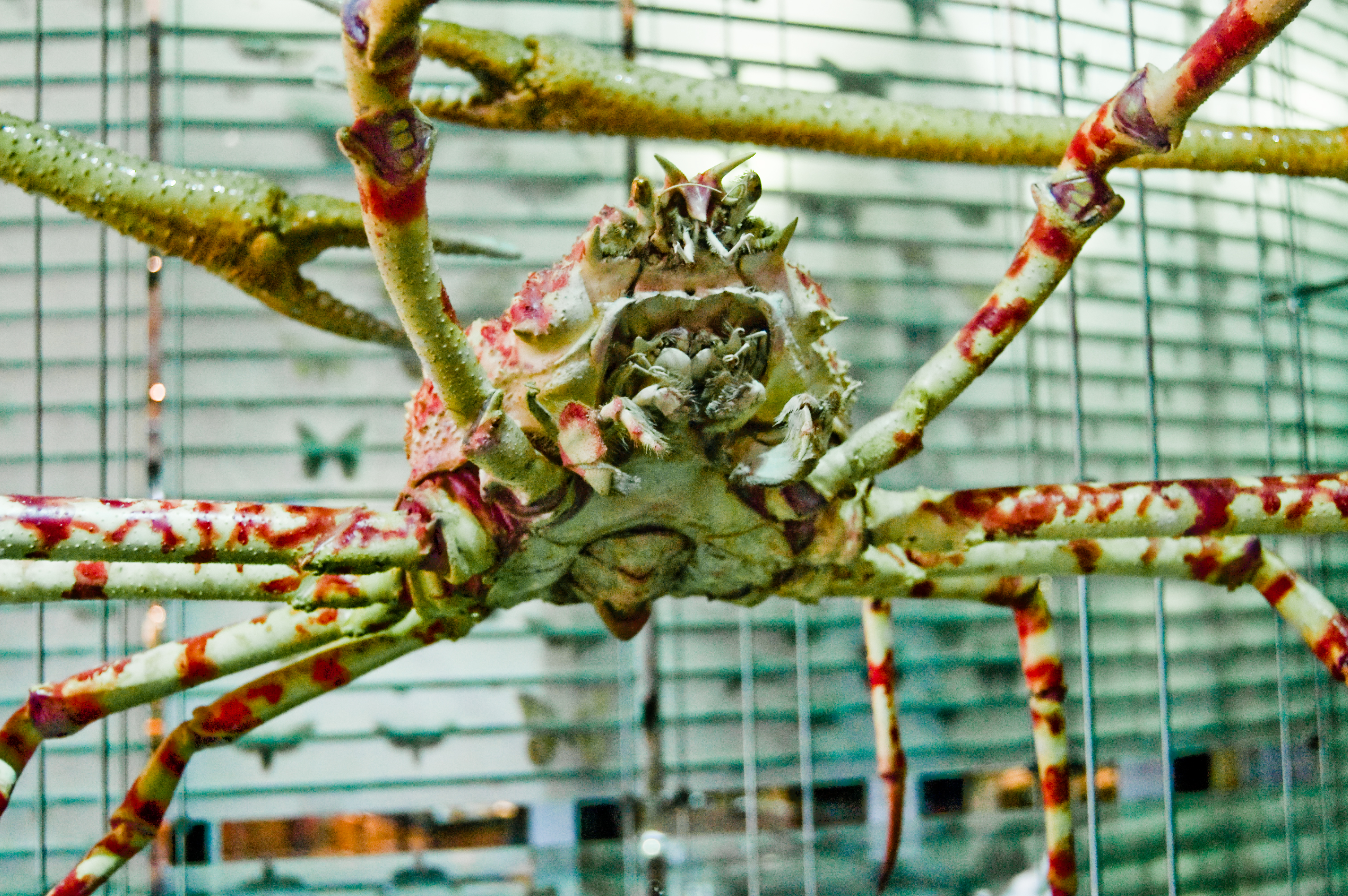
Японский краб-паук
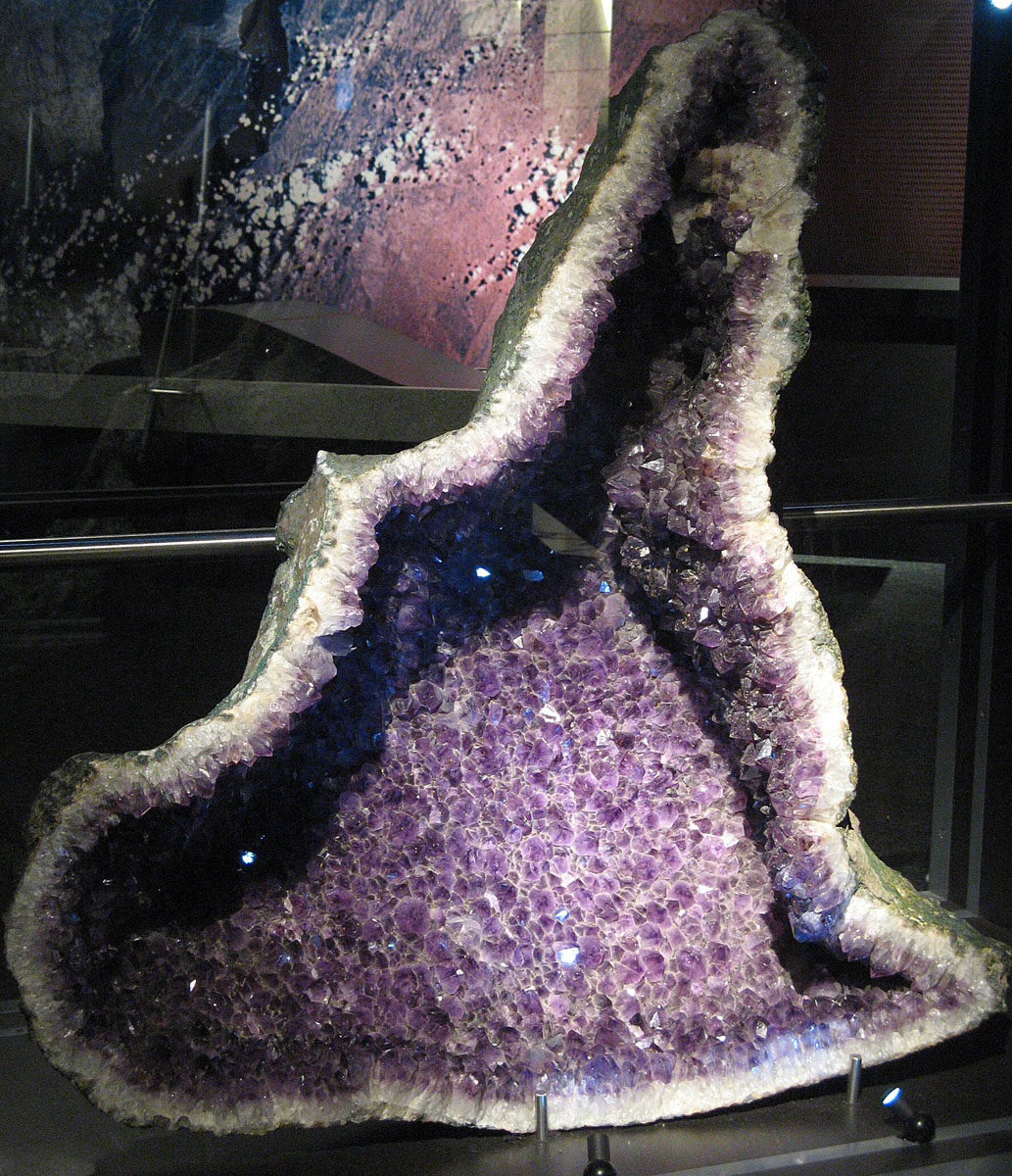
Друза аметиста
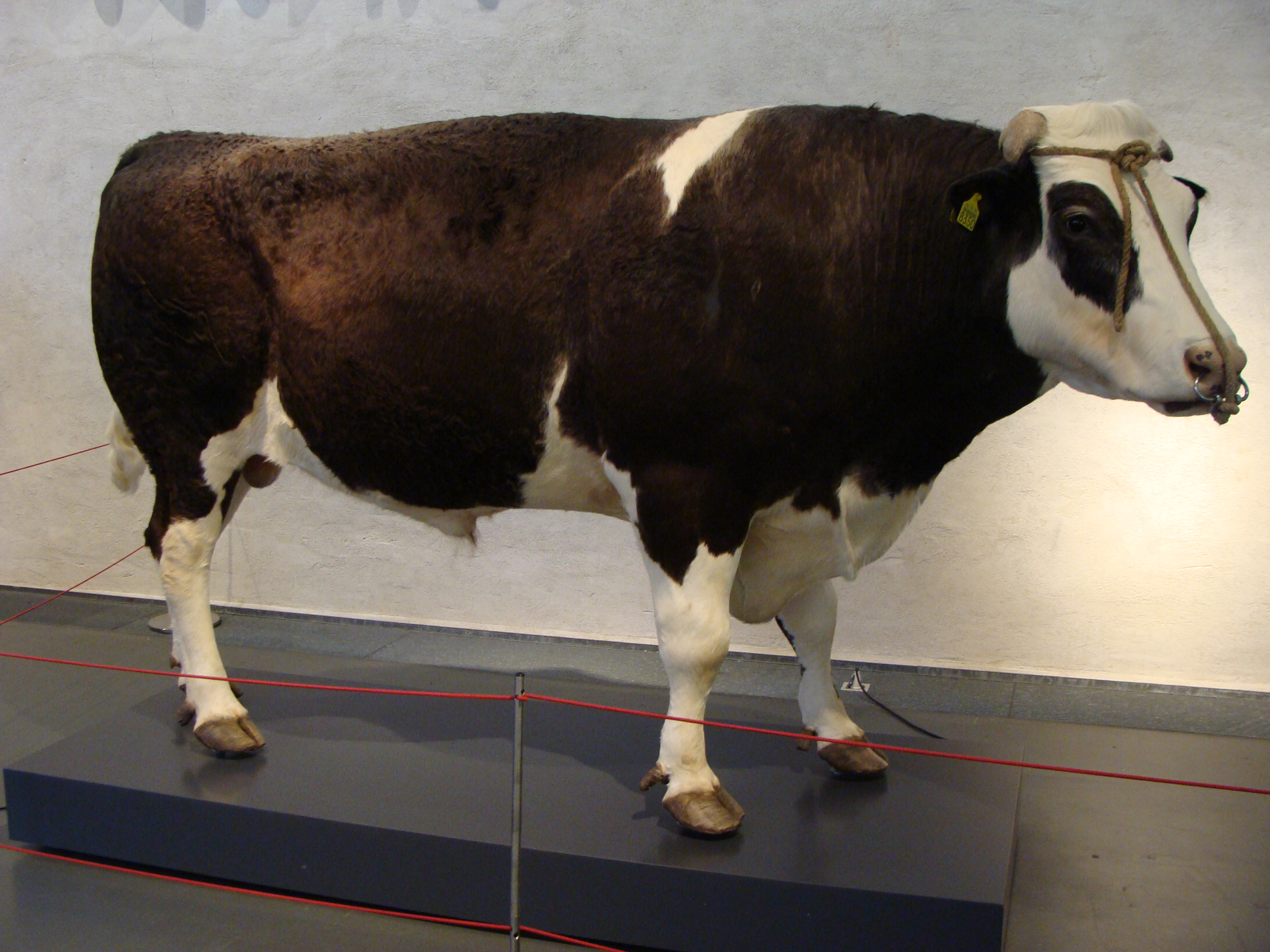
Бык Герман
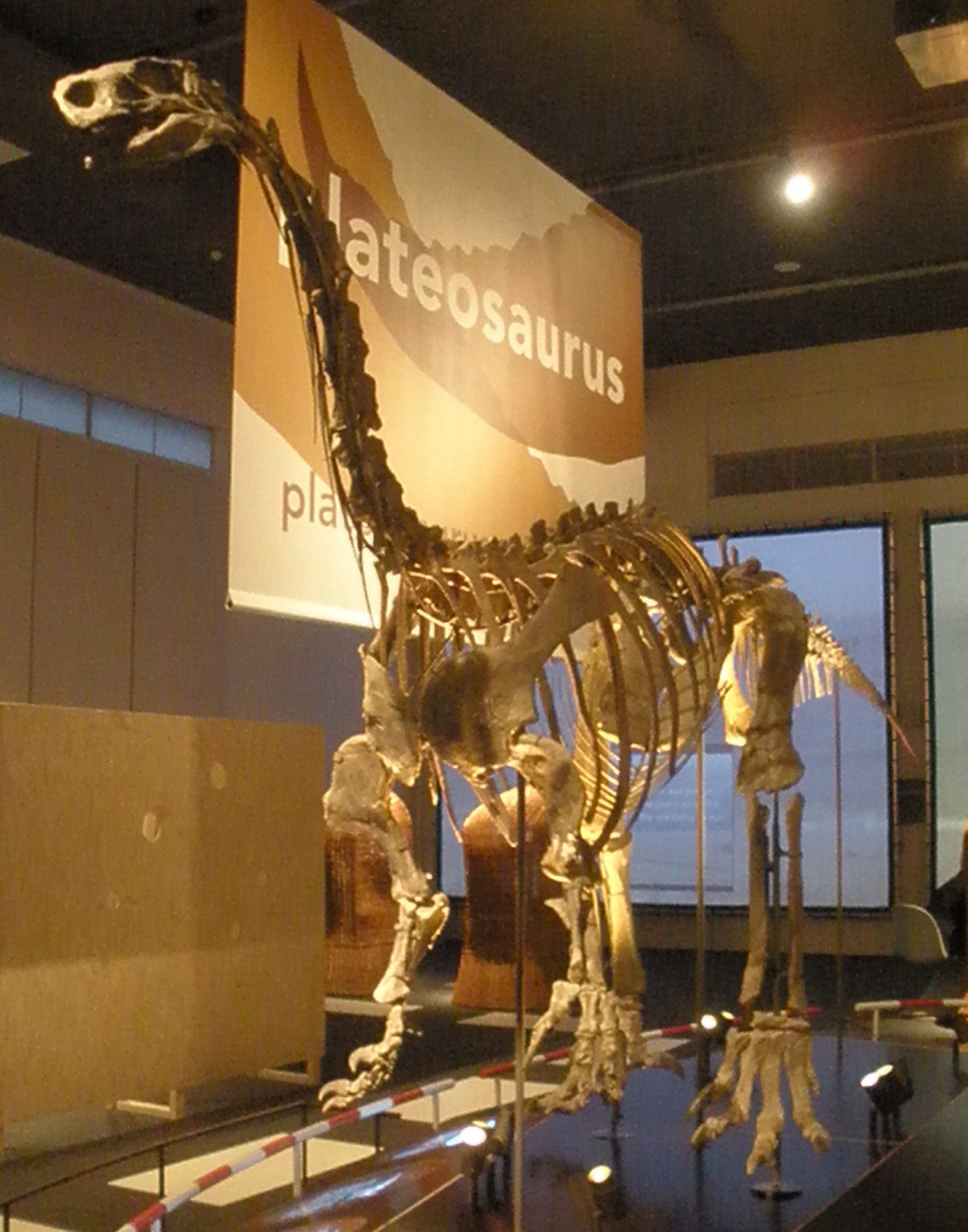
Платеозавр
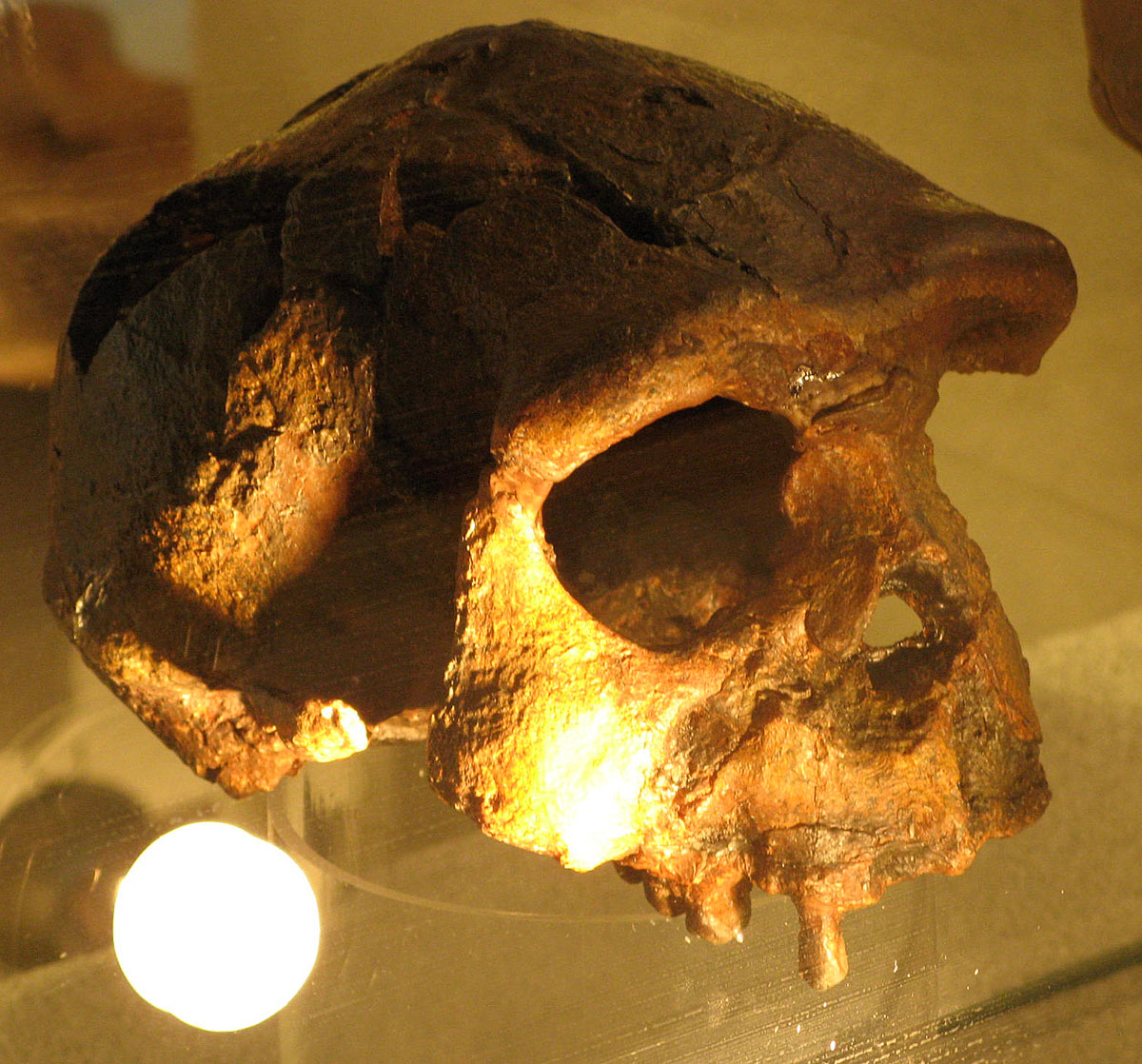
Череп Homo erectus

## Научная деятельность
Кроме выставочной деятельности «Натуралис» является крупным исследовательским центром. В 2012 году здесь работало около сотни штатных исследователей и около двух сотен внештатных. Также центр поддерживает широкую сеть любительских исследований. Основными направлениями исследований являются зоология, ботаника и геология. В 2012—2016 годах исследования фокусируются на изучении эволюционных процессов, взаимозависимости различных биологических видов и динамического биоразнообразия.
«Натуралис» тесно сотрудничает с университетами Лейдена, Амстердама и Вагенингена. Сотрудники музея также преподают или читают лекции в различных учебных заведениях.
В музее проводятся многочисленные экскурсии для школьников начальных и средних школ.